# Ill (Oostenrijk)
De Ill (ie-el-el) is een rivier van 72 kilometer lang in de Oostenrijkse deelstaat Vorarlberg. De rivier ontspringt in de Silvretta bij de Ochsentaler Gletsjer (Illursprung). Via de Montafon en de Walgau loopt de Ill naar Meiningen, waar hij uitmondt in de Rijn. Dit wordt de Illspitz genoemd.

## Bron en verloop rivier
De bron van de Ill zijn de Alpen in de Silvretta. Het ligt aan de voet van de Dreiländerspitze (3197 m), Piz Buin (3312 m) en Silvrettahorn (3244 m) in het Ochsental op een hoogte van ongeveer 2240 m boven zeeniveau. Drie gletsjers voeden met hun afstroom de jonge Ill: de Vermuntgletscher, Ochsentaler gletsjer en de Schneeglockengletscher. De uitstroming van de Ochsental gletsjer heet 'Ill origin'. In het verdere verloop stroomt het door het Montafon en de Walgau en mondt uit in de Rijn onder Feldkirch tussen Nofels (Matschels) en Meiningen op een hoogte van 429 meter bij de nieuw ontworpen zogenaamde Illspitz.

## Belangrijkste zijrivieren

### Rechterzijrivieren
- Balbierbach (Gortipohl)
- Litz (Silbertal)
- Aflenz (Klostertal)
- Lutz (Großwalsertal)

### Linkerzijrivieren
- Suggardinbach (Gargellental)
- Alvier (Brandnertal)
- Mengbach (Gamperdonatal)